# Last Hippie Standing
Last Hippie Standing ist eine 45-minütige englischsprachige Dokumentation des deutschen Dokumentarfilmers Marcus Robbin über die Hippie-Bewegung und die Psytrance-Szene in Goa und im Speziellen in Anjuna in Indien. Der Film vergleicht die Hippie-Ära in den 1960er und 1970er Jahren mit der Situation im Jahr 2000.

## Inhalt

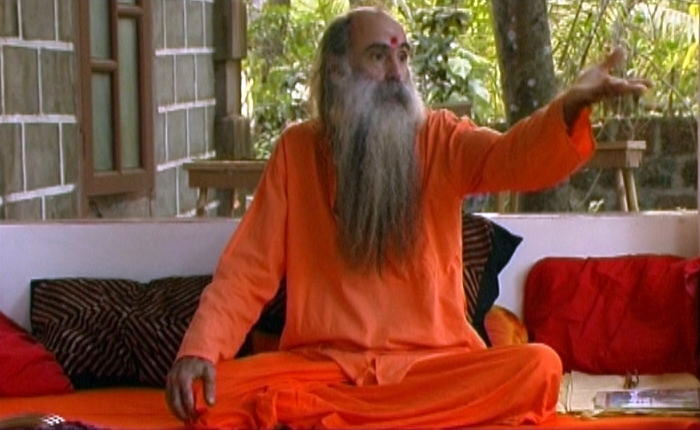
Der Aussteiger Swami William

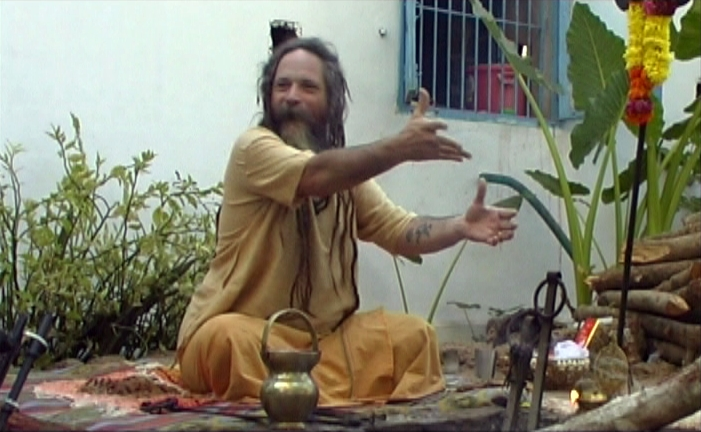
DJ Goa Gil im Interview

Die Dokumentation, die weitgehend ohne Sprecher auskommt, besteht aus Aufnahmen der fortbestehenden Partykultur in Goa, Ausschnitten privater Filmaufnahmen aus den Siebzigern, sowie Gesprächen mit nach dem Hippie trail am Ort verbliebenen Reisenden, Einheimischen und lokalen Behördenvertretern wie zum Beispiel dem Chefminister von Goa, Francisco Sardinha.
Das „Hippie-Gebiet“ von Goa erscheint zunächst als kleine Party-Enklave jüngerer Hippie-Touristen inmitten des eher diesseitigen und bodenständigen indischen Goa, dessen Bewohner das dortige Treiben mit gemischten Gefühlen betrachten, aber die damit verbundenen Möglichkeiten für den eigenen Lebensunterhalt begrüßen. Auch für die lokalen Behörden stehen praktische Probleme im Vordergrund, etwa der Wirtschaftsfaktor Tourismus oder die Drogenproblematik. Mithilfe von Interviews mit alteingesessenen Hippies, wie zum Beispiel dem DJ Goa Gil, dem Aussteiger Swami William und alten Filmaufnahmen, versuchen die Autoren, die Beweggründe und die Umstände der Ansiedlung von Hippies in Goa in den 1960er und 1970er Jahren darzustellen. Gegen Ende des Films geht es um das Vermächtnis der Hippie-Bewegung, um Psytrance, Yoga und Bewusstseinserweiterung sowie die Beziehung zur Loveparade-Bewegung um die Jahrtausendwende.

## Entstehung und Verbreitung
Die Dokumentation enthält auf Super8 gedrehtes Filmmaterial, das einzig erhalten gebliebene filmische Dokument dieser Zeit in Goa. Die Szenarien wurden von der Autorin Cleo Odzer gefilmt, die auch als Zeitzeugin für den Film interviewt worden war und im Jahr dessen Veröffentlichung verstarb. Der Film wurde daraufhin zur Erinnerung an Odzer gewidmet.
Die Dokumentation erhielt keine Filmförderung oder Unterstützung von den deutschen Fernsehsendern, die sich des Themas in der dargebotenen Form nicht annehmen wollten.
Der Film erlangte im Internet zunehmende Popularität.
Er entstand im Dezember 1999 und im Januar 2000 mit einem geschätzten Budget von 20.000 US-Dollar. Der Film wurde 2004 von der japanischen Firma Nowonmedia auf DVD verbreitet.